# Joonas Tamm
Joonas Tamm (ur. 2 lutego 1992 w Viljandi) – estoński piłkarz grający na pozycji środkowego obrońcy. Reprezentant Estonii oraz były gracz młodzieżowy tego kraju.

## Życiorys

### Kariera klubowa
Tamm rozpoczął swą karierę w juniorskiej drużynie Viljandi Tulevik, w klubie tym również zaczął grę w seniorskim zespole.
1 stycznia 2009 przeniósł się do Flory Tallinn. Następnie występował w klubach: UC Sampdoria U-19, IFK Norrköping, IF Sylvia, Trelleborgs FF, ponownie Viljandi Tulevik i Flora Tallinn.
W 2018 podczas gry w Sarpsborg 08 FF zagrał w fazie grupowej Ligi Europy.
8 lutego 2019 podpisał półroczny kontrakt z Koroną Kielce z opcją przedłużenia na dwa lata. W polskiej Ekstraklasie rozegrał łącznie 6 spotkań w barwach kieleckiej drużyny. 20 maja 2019 poinformowano, że Joonas Tamm nie zostanie w Koronie i wróci do poprzedniego klubu w którym występował (Flora Tallinn). 30 czerwca 2019 kontrakt został przedłużony do 30 czerwca 2021. 1 sierpnia 2019 został wypożyczony do norweskiego klubu Lillestrøm SK, umowa do 31 grudnia 2019. 24 stycznia 2020 przeniósł się do Desny Czernihów.

### Kariera reprezentacyjna
Tamm do 2016 grał w drużynach juniorskich. 19 czerwca 2011 Joonas Tamm zadebiutował w seniorskiej reprezentacji Estonii w przegranym 0:4 meczu towarzyskim z Chile.
7 października 2017 w wygranym 6:0 meczu kwalifikacji do Mistrzostw Świata 2018 z Gibraltarem zdobył swą pierwszą bramkę w dorosłej reprezentacji. W spotkaniu tym trafił łącznie 3 razy do bramki rywali, przez co jako pierwszy estoński zawodnik od 1996 zdobył hat-trick w meczu.

## Sukcesy

### Klubowe
Flora Tallinn
- Mistrz Estonii: 2010, 2015, 2017
- Zdobywca Pucharu Estonii: 2015–16
- Zdobywca Superpucharu Estonii: 2009, 2016
- 2 miejsce w Superpucharze Estonii: 2017